# 戦国女子高生奇譚 本能寺の恋
『戦国女子高生奇譚　本能寺の恋』（せんごくじょしこうせいきたん　ほんのうじのこい）は、新城明の小説。同作者のデビュー作である。2011年6月1日にAnimelements株式会社（本社：東京都新宿区）から刊行された。

## 概要
戦国時代の最大のミステリーである本能寺の変を題材にした作品。タイムスリップというSF要素を用いながらも、本能寺の変前日（天正10年6月1日）が日食だったことや、当時の本能寺は濠に囲まれていることもあり時節的に蛍が舞うシーン（本能寺の変が起きた天正10年6月2日を現行のグレゴリオ暦に換算すると1582年7月1日となる）など、史実を踏まえた作風となっている。なお、刊行日の6月1日は史実である本能寺の変の前日であり、物語の第一幕も本能寺の変前日から始まっている。
主に3人の視点の一人称で語られる。

## ストーリー
修学旅行先の京都で謎の白光に包まれ姿を消した女子高生の愛子。その行き先はなんと天正10年6月1日、まさに本能寺の変前日だった。運命的に出会う愛子と森蘭丸・力丸兄弟、そして織田信長との命を掛けた壮絶な一日、現代では親友歴女ユウカが愛子の救出に奔走する。時は今、ついに時代は動き、戦国最大のミステリーの全ての真相が明らかになる。

## 登場人物
小川愛子（おがわ あいこ）
文武両道で有名な都内の私立穂蘇川女子高に通う高校2年生16歳。剣道三段の剣士。7月中旬に修学旅行で訪れた京都で謎の発光体に包まれ天正10年6月1日本能寺の変前日にタイムススリップする。
ユウカ
愛子の級友にして親友。英国からの帰国子女で、戦国系アニメがきっかけで日本史にハマったやんちゃ系歴女。タイムスリップした親友愛子を救い出すべく、力と技のツインテールを揺らし現代から愛子救出に奔走する。
荒木先生（あらき せんせい）
愛子・ユウカのクラス担任。最近メタボが気になりだした社会科担当の独身アラサー男性教師。勤務先の穂蘇川女子高には電車通勤している。歴女のユウカの挑戦的かつ挑発的な質問に手を焼く一方、教育熱心な面も覗かせる。
織田信長（おだ のぶなが）
天下布武の命題を掲げ天下統一を目指す戦国武将。史実では天正10年6月2日未明、重臣明智光秀の謀反により本能寺で命を絶つ。本作では愛子の出現により信長は生き延びることが出来るのか、信長は天下統一後に何をしようとしていたのかが描かれる。
森乱丸（もり らんまる）
信長家臣森可成の三男にして信長の小姓。本書では乱丸は背の高いアイドル系の18歳として描かれる。
森力丸（もり りきまる）
森可成の五男にして信長の小姓。本書では血気盛んな少年（15歳）として描かれる。
明智光秀（あけち みつひで）
信長の重臣。史実では天正10年6月2日未明、信長の寝所である京都本能寺を1万3千の兵で襲い信長を殺害する。本書では単なる謀反人としては描かれない。
斎藤利三（さいとう としみつ）
光秀の重臣。史実では本能寺襲撃を主君光秀に打ち明けられた変に反対したが、変の首謀者とする説もある。本作では古風で気骨な戦国武将として描かれる。
果心居士（かしんこじ）
伝説の剣「刻の剣」や「三界の印玉」を駆使し歴史を操ろうと画策する謎の妖術師。その正体は歴史の裏舞台で暗躍し影の支配者として暗黒面を操る黒幕とされる。